# 捷豹I-Pace
捷豹I-Pace（Jaguar I-Pace）是捷豹路虎公司生产的一种電動跨界休旅車。2016年洛杉矶车展上，这款汽车首次亮相，2018年3月1日上市。

## 性能

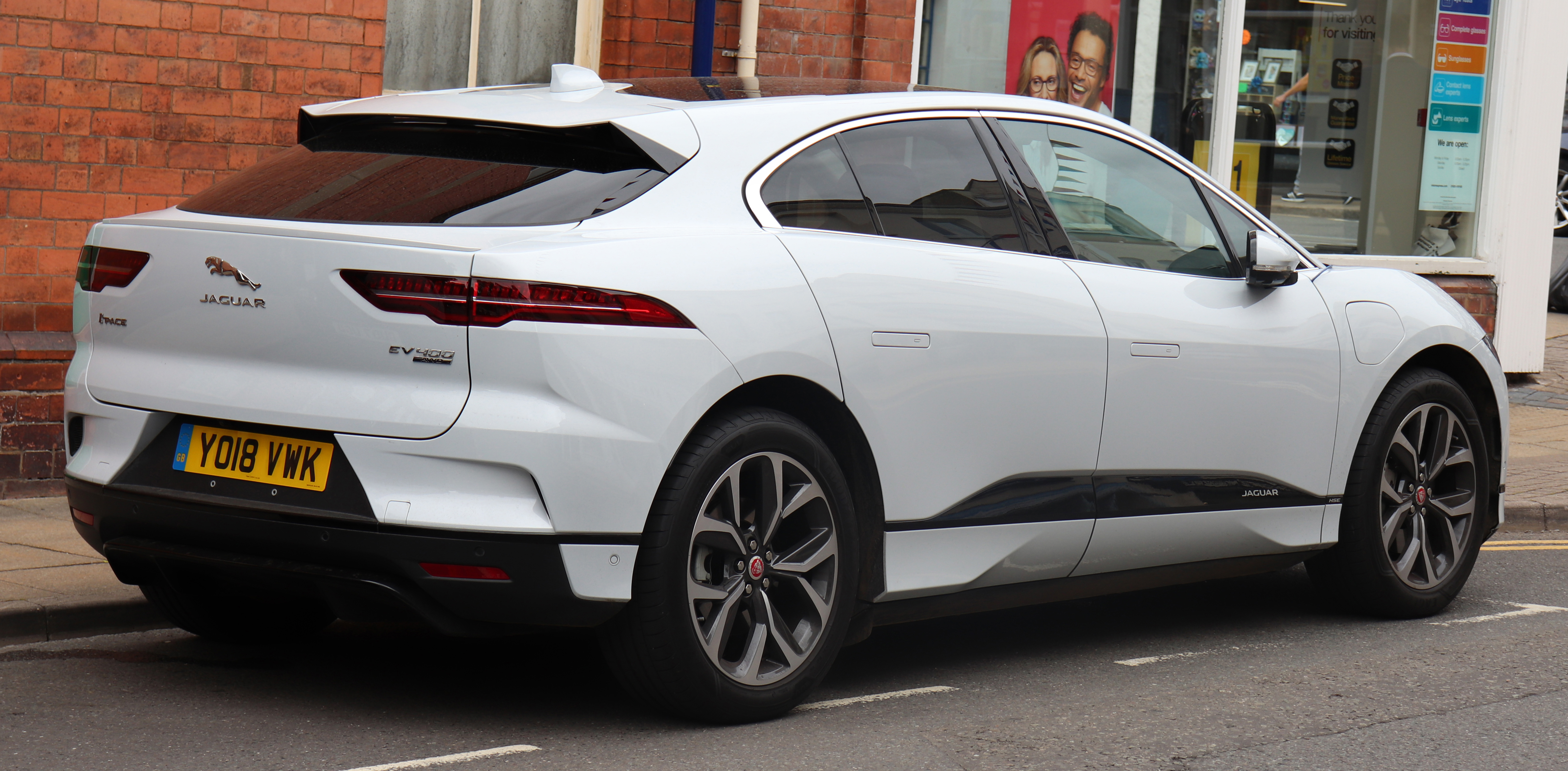
后部
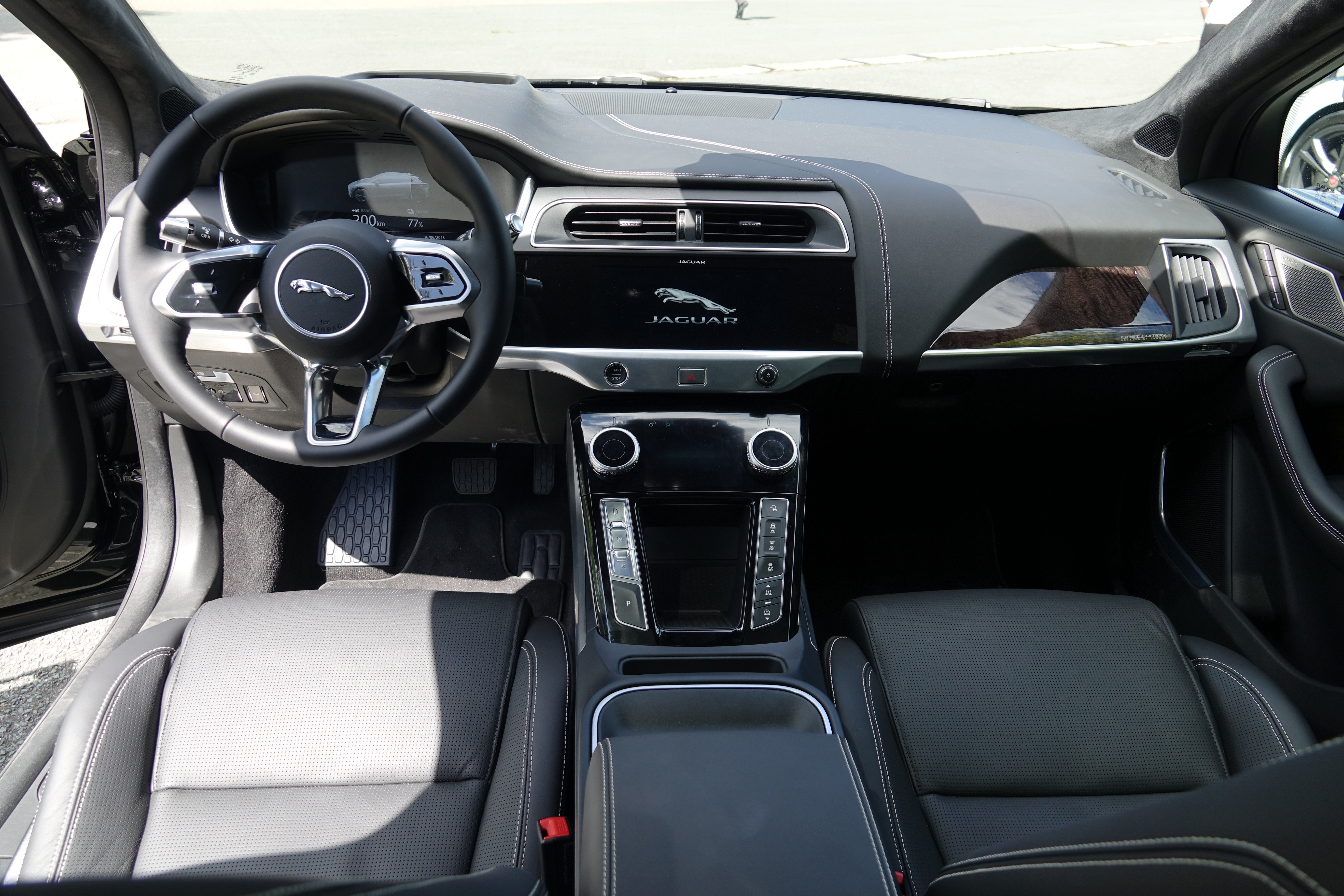
内饰

其电池内有432个软包电池。如使用50kW DC充电器，85分钟内电量可由0%充至80%。